# لاله آندرسن

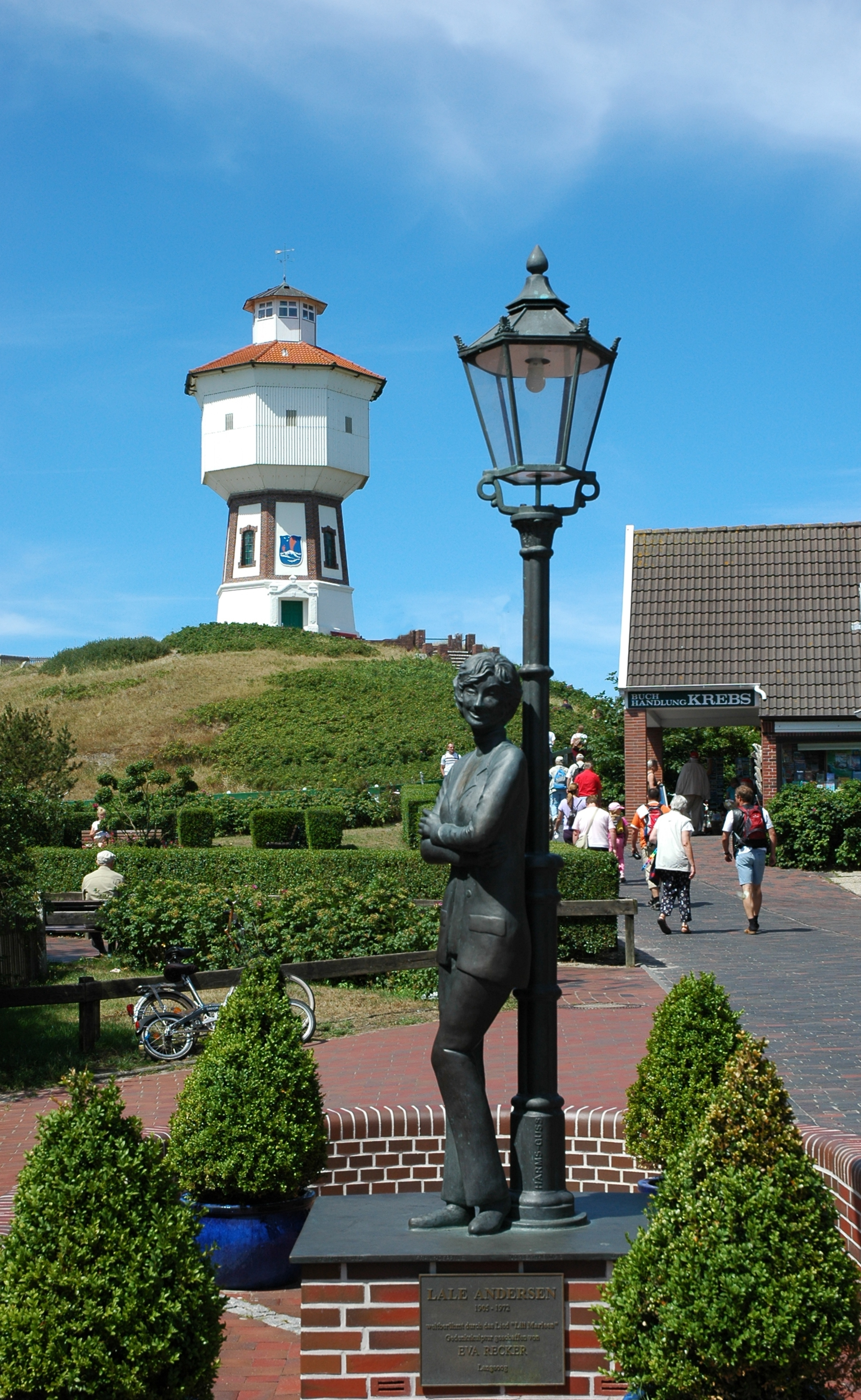
مجسمهٔ یادبود آندرسن و «لیلی مارلین» در جزیرهٔ لانگه‌اگ، آلمان

لاله آندرسن (آلمانی: Lale Andersen؛ زاده ۲۳ مارس ۱۹۰۵ – درگذشته ۲۹ اوت ۱۹۷۲) یک خواننده-ترانه‌سرا و هنرپیشه اهل آلمان بود.
او نماینده آلمان در یوروویژن ۱۹۶۱ بود.